# Notre-Dame du Dimanche
Notre-Dame du Dimanche est l'invocation attribuée à la Vierge Marie après les apparitions mariales reçues par Auguste Arnaud à Saint Bauzille de la Sylve, un village du sud de la France et dont le message porte sur le repos dominical.
Au sein de l'Église catholique ces apparitions ont fait l'objet d'une reconnaissance diocésaine en 1879, mais n'ont fait l'objet à ce jour d'aucune reconnaissance papale.

## Les apparitions
Les apparitions mariales se sont déroulées d'après les affirmations du voyant, le 8 juin 1873 et le 8 juillet 1873.
Le dimanche 8 juin 1873, Auguste Arnaud aurait vu apparaître devant lui  « une femme toute de blanc vêtue » à qu'il aurait demandé en dialecte occitan qui elle était. Celle-ci lui aurait répondu en occitan « Je suis la sainte Vierge, n'ayez pas peur... vous avez la maladie de la vigne ». Elle lui aurait demandé ensuite de faire plusieurs démarches (placez une croix chargée d’une Vierge au fond de la vigne ; y faire une procession une par an ; aller en procession à Notre Dame de Gignac  et faire dire une messe) en lui indiquant « Faîtes tout cela et dans un mois je viendrai vous remercier ».
Auguste Arnaud réalise ce qui lui a été demandé.
Le mardi 8 juillet 1873, aurait eu lieu la seconde apparition au cours de laquelle la sainte Vierge aurait déclaré « Il ne faut pas travailler le dimanche » puis « Heureux celui qui croira et malheureux celui qui ne croira pas. Il faut aller à Notre-Dame de Gignac en procession. Vous serez heureux avec toute votre famille ». Puis faisant glisser son chapelet sur sa main gauche, elle aurait bénit la foule de sa main droite et demanda « Que l'on chante des cantiques ».
Le 8 juin 1873 lors de la première apparition Auguste Arnaud est seul.
le 8 juillet 1873 lors de la seconde apparition Auguste Arnaud est accompagné d'une foule de 400 à 600 personnes. Aucune des personnes présentes déclare avoir vu la sainte Vierge mais plusieurs témoigneront avoir vu Auguste Arnaud être soulevé dans les airs et se déplacer sur 40 mètres en lévitation jusqu'au au pied de la croix que la vierge Marie lui aurait demandé de poser. Auguste Arnaud dira qu'il n'a rien vu et rien senti quant à ce déplacement mais qu'il a toujours eu la sainte Vierge devant lui. Celle-ci portait selon les dire d'Auguste Arnaud, des vêtements de couleur or, ses mains étaient jointes et un chapelet pendait à sa main droite.
Le prêtre de la paroisse, Antoine Coste, n'est pas présent au moment de la seconde apparition, ne croyant pas en l'existence de la première.
L'évêque du diocèse de Montpellier, Anatole de Cabrières, informé de cette situation et après avoir créé le 10 mai 1876 une commission d'enquête pour examiner les événements rapportés, décide de reconnaitre en 1879 ces apparitions et approuve la dévotion à Notre-Dame du dimanche.

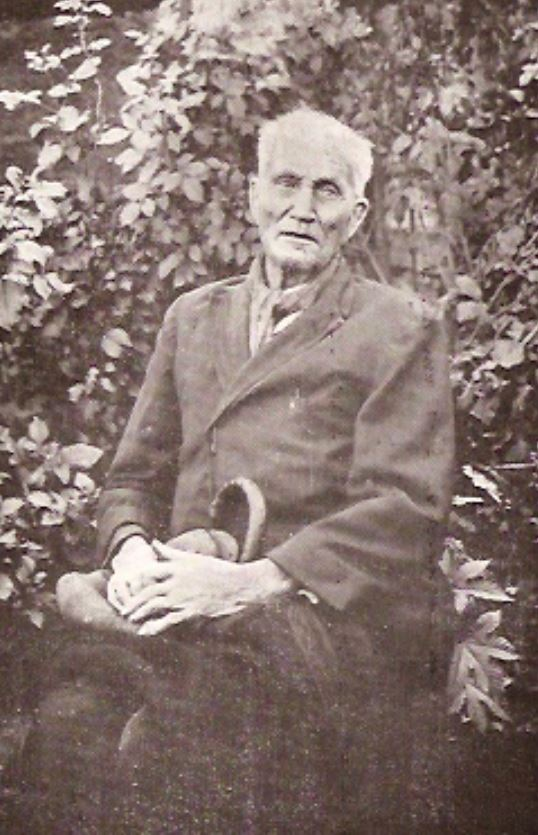
Auguste Arnaud (1843-1936)

## Le voyant
Le seul voyant de ces deux apparitions mariales est Auguste Arnaud, alors âgé de 30 ans. Il est né le 12 mars 1843 de l'union de Fulcran-Guillaume Arnaud (31 ans) et Thérèse-Anne Laca (29 ans), cultivateurs. ll ne sera jamais scolarisé. Il se marie à Alix-Lucie Daumas le 18 juillet 1867 avec qui il aura six enfants. Du lundi au samedi il est employé comme journalier agricole et le dimanche il s'occupe de sa propre vigne. Il décède le 8 février 1936 à l’âge de 92 ans. Le 10 février 1936 il est enterré dans le sanctuaire des Apparitions.

## Le sanctuaire
L'évêque du diocèse de Montpellier, Anatole de Cabrières, après enquête autorise la construction d'une chapelle, d'un couvent pouvant accueillir une communauté religieuse et le déroulement de pèlerinages. Le sanctuaire est initialement confié aux sœurs franciscaines mais celles-ci en nombre insuffisant et âgé font don du couvent à la commune de Saint Bauzille de la Sylve (qui le transforme en EHPAD) et confie la gestion du sanctuaire à la paroisse saint Benoît Val d’Erau.
Le sanctuaire est bâti sur l'emplacement de la vigne d'Auguste Arnaud qui l'a vendu au diocèse de Montpellier au prix qu'il l'a acheté, refusant de s'enrichir dans cette affaire.
À ce jour, le sanctuaire n'a enregistré aucun miracle, n'a envoyé aucune demande de reconnaissance de la part du Vatican ni sollicité son avis sur ces apparitions ou sur le contenu de son message.

## Le message
La maladie de la vigne : c'est l'époque où le phylloxéra ravage la région mais ce n'est pas de la vigne dont la Vierge veut parler mais de l'homme qui a abandonné le repos du dimanche pour se consacrer à ses activités économiques, ce qui doucement l'éloigne de Dieu[réf. nécessaire].

## Fête religieuse et dévotion
Un pèlerinage et une messe ont lieu chaque année les 8 juin et 8 juillet, dates des deux apparitions,.
En 2025, dans le cadre des célébrations du Jubilé de l’Espérance, le sanctuaire de Notre-Dame du Dimanche a été désigné comme l’une des dix églises jubilaires par Norbert Turini, évêque du diocèse de Montpellier.

## Priere à Notre-Dame du Dimanche
Notre-Dame du Dimanche,

Faites que mon âme soit une belle vigne,

Préservée de la maladie, des soucis trop matériels,

Débarrassée de la mauvaise herbe du péché

Et porteuse de fruits éternels.

Vierge du dimanche bénit tes enfants[pertinence contestée]
.

## Galerie

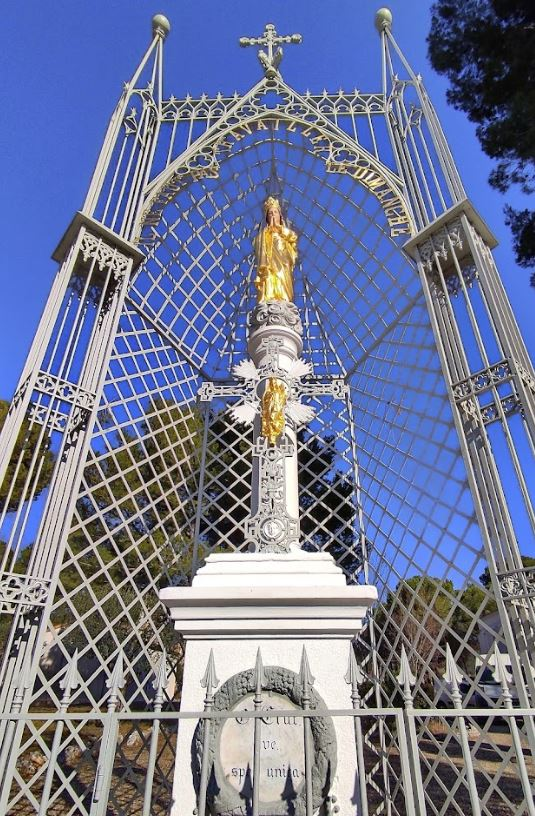
Croix chargée d'une Vierge.
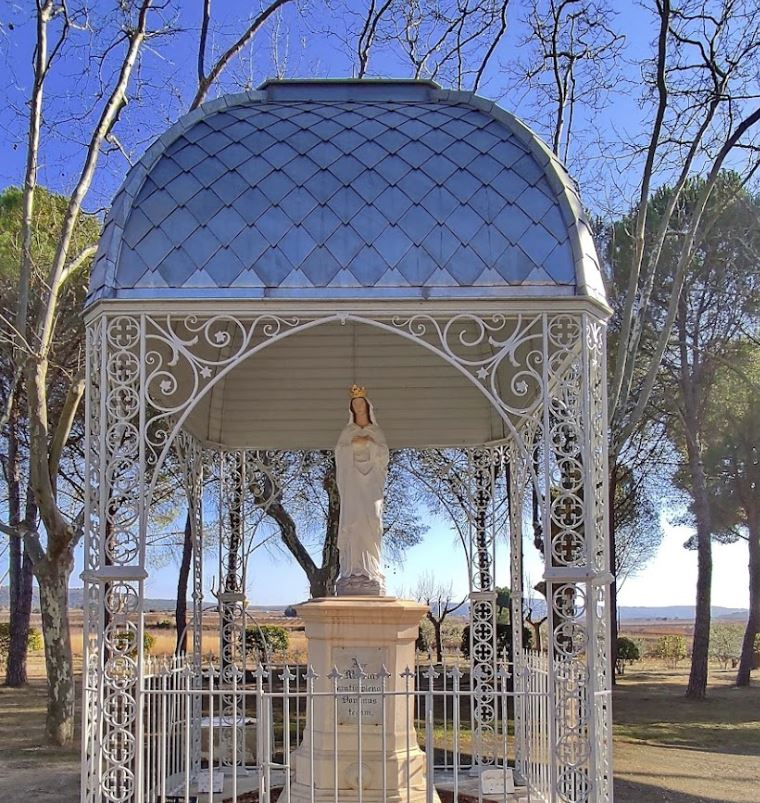
La Vierge du dôme (lieu de la première apparition).
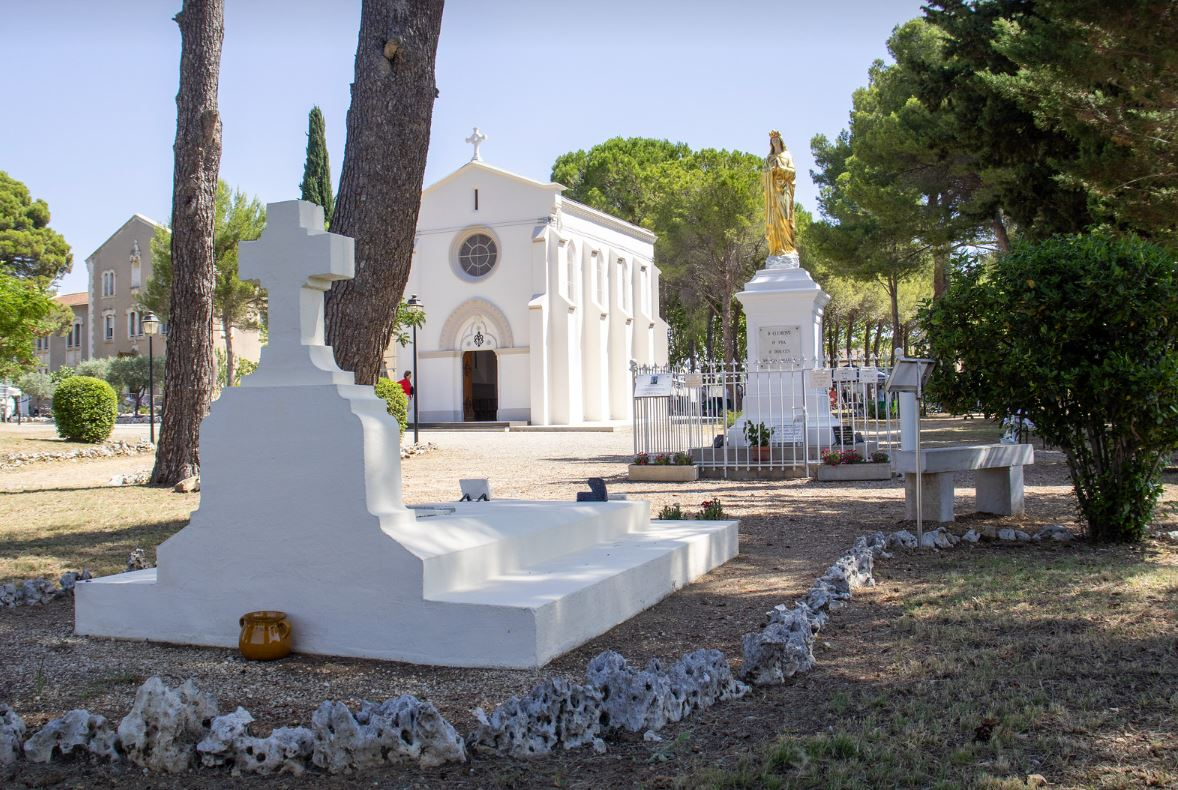
Vue du Sanctuaire.
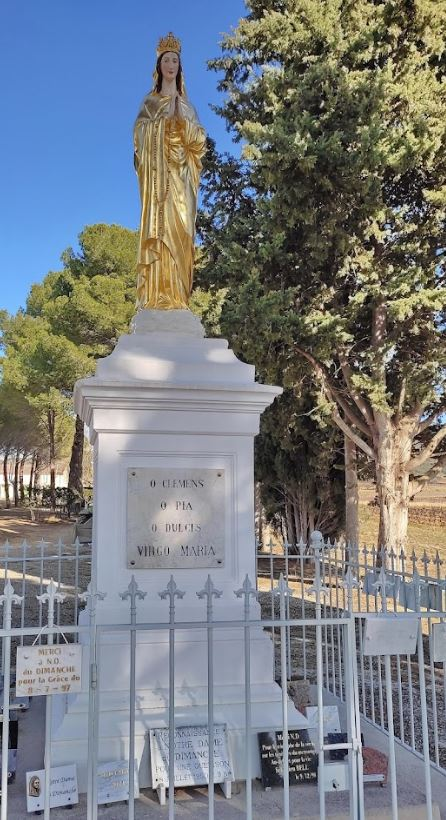
La Vierge dorée (lieu de la seconde apparition).
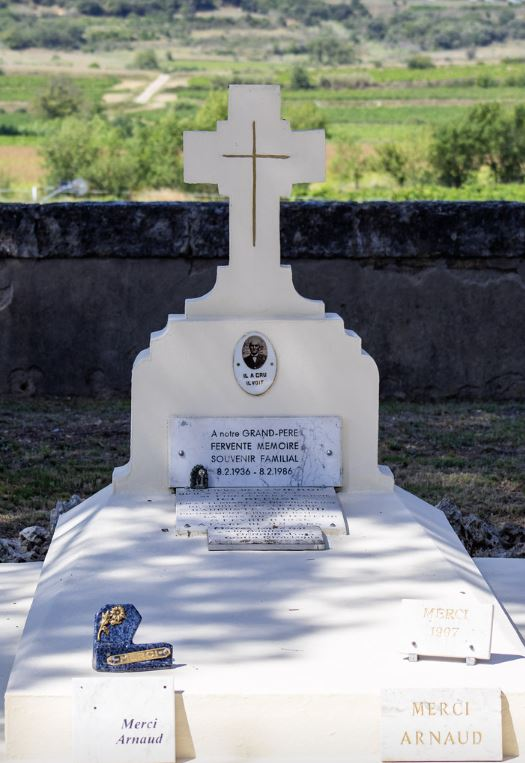
Tombe du voyant (Auguste Arnaud).